# Сто лет ужаса
Сто лет ужаса — документальный сериал, созданный в 1996 году компанией Passport International Post. Автор идеи и режиссёр Тед Ньюсом. Представляет собой обозрение фильмов ужасов по жанрам. Ведущий сериала — Кристофер Ли, актёр снявшийся во многих произведениях подобного жанра.
При создании фильма было использовано огромное количество материалов, в том числе архивных кинопроб и промоверсий. В качестве гостей были приглашены актёры, принимавшие участие в съёмках: Кэролайн Манро, Нина Фох и многие другие, сын Бела Лугоши, дочь Бориса Карлоффа, внук Лона Чейни младшего, режиссёры Роджер Корман, Фред Олен Рей, исследователи жанра и даже издатель журнала «Плейбой» Хью Хефнер. Также были использованы разновременные интервью с Джоном Кэрредайном, Питером Кашингом и другими (которых к моменту создания сериала уже не было в живых)
Количество серий может различаться, так как в некоторых показах две серии объединены в одну.

## Состав
| Русское название                     | Оригинальное название           | Описание серии |
| ------------------------------------ | ------------------------------- | --- |
| Граф и компания                      | The Count and Company           | Кинематографическая судьба графа Дракулы и его многочисленных клонов — от «Носферату» до «Интервью с вампиром: Хроника жизни вампира». |
| Двойники демоны                      | The Double Demons               | История воплощения на экране классического сюжета о докторе Джекилле и мистере Хайде от «Adaptation» (1913 года) до «Я, монстр» (1971) и «Доктор Джекилл и сестра Хайд» (1972). |
| Оборотни                             | Werewolves                      | Эволюция образа и грима оборотня — от фильма «Лондонский оборотень» (1935) до кинокартины «Волк» (1994). Особое внимание в эпизоде привлечено к творчеству Лона Чейни младшего. |
| Аристократы зла                      | The Aristocrats of Evil         | Творческая биография Бела Лугоши и Бориса Карлоффа |
| Призраки и Невидимое зло             | The Evil Unseeable              | Серия посвящена невидимым существам — призракам и клонам Человека-невидимки |
| Королевы крика                       | Scream Queens                   | Одной из важнейшей составляющих фильмов ужасов являются визжащие от страха женщины. В эпизоде вспоминаются наиболее известные представительницы Королева крика — от Фэй Рэй до Линни Куигли |
| Женщины-монстры                      | Girl Ghouls                     | Одним из возможных вариантов привнести новизну в жанр — это сменить пол отрицательного персонажа. И нередко бывшие жертвы в других фильмах становятся главными злодейками, как, пример, Барбара Стил |
| Ведьмы и Демоны                      | Witchcraft and Demons           | В 1922 году Бенъямин Кристенсен ввёл на экран тему ведовства, с тех пор это один из популярнейших сюжетов. С другой стороны не всегда ясно, кто именно злодей — ведьма или охотник за ведьмами. Демоны и сатанизм — не менее популярный сюжет в фильмах ужасов. Поэтому творчество Говарда Лавкрафта и Клайва Баркера весьма востребовано в кинематографе. |
| Уроды и мутанты                      | Freaks & Mutants                | |
| Маньяки и зрелище                    | Madmen and Gory Gimmicks        | |
| Чародеи и инопланетные чудовища      | Alien and Sorcerers             | |
| Безумные учёные и создатели монстров | Mad Scientists and Mad Monsters | |
| Живые мертвецы и Зомби               | The Walking Dead & Zombies      | С момента открытия гробницы Тутанхамона популярными героями кино являются оживающие мумии. Другая разновидность нежити — зомби, тема которых эволюционировала от гаитянских жертв культа вуду до оживших разлагающихся трупов |
| Гиганты и Динозавры                  | Giants and Dinosaurs            | |